# Les Compagnons de la chanson

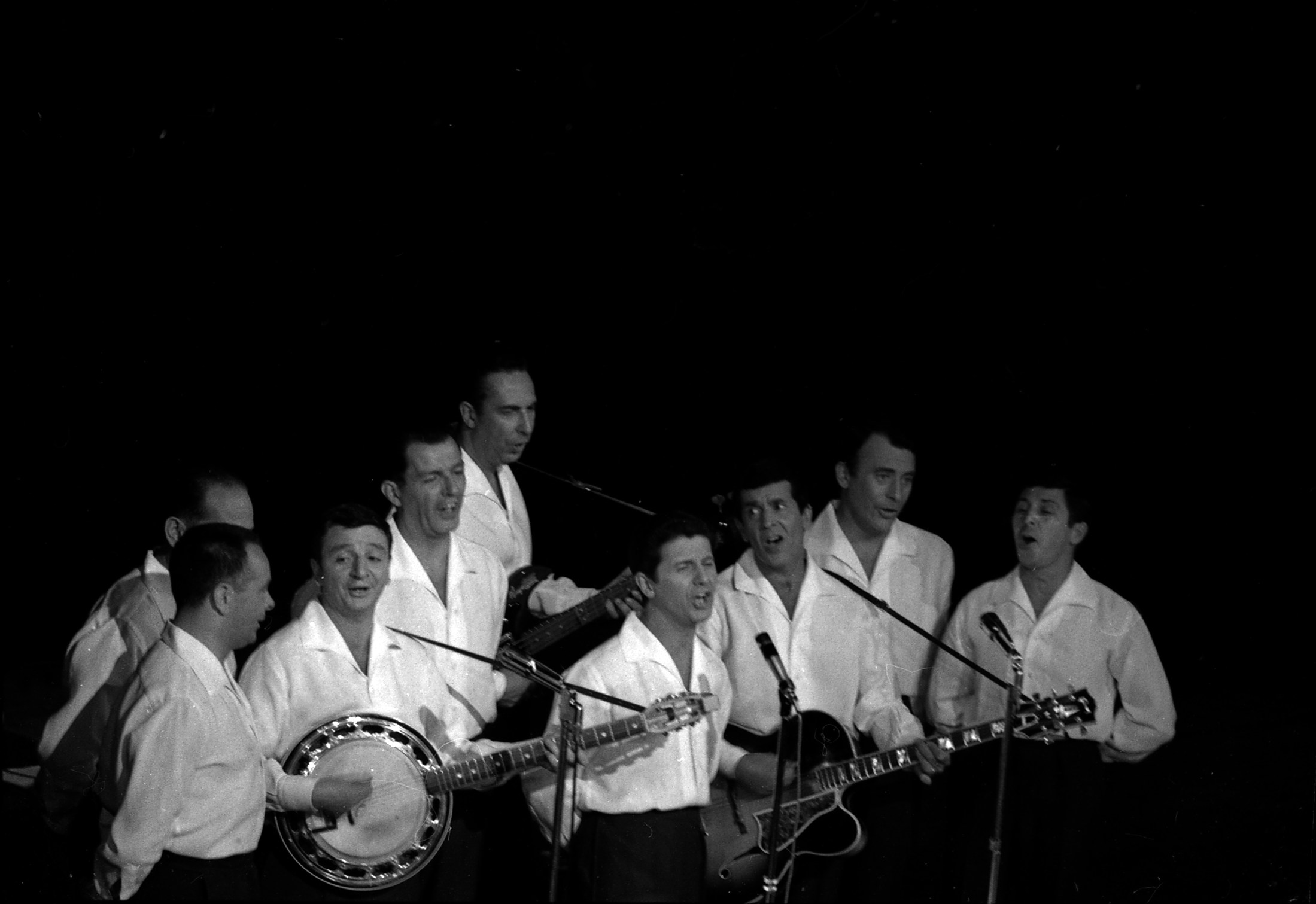
Les Compagnons de la chanson en 1965.

Les Compagnons de la chanson fue un grupo vocal francés de Lyon, Francia, fundado durante la Segunda Guerra Mundial. Con anterioridad a 1946, formaban parte de un coro más grande llamado 'Compagnons de la musique'. El grupo conoció a Edith Piaf por primera vez en 1944, y actuó en el París ocupado por los alemanes. En 1946 grabaron una canción en francés,  "Les trois cloches", compuesta en 1945 por Jean Villard Gilles y Marc Herrand. Más tarde, Bert Reisfeld agregó letras en inglés, pero Melody Maids las grabó por primera vez en 1948. 
Algunos de los mayores éxitos de Les Compagnons de la chanson fueron "Tom Dooley", "Kalinka", "The Windmill Song" y el ya mencionado y retitulado "Las tres campanas". La última canción alcanzó el puesto  21 en la lista de singles del Reino Unido en octubre de 1959. Sufrió la competencia de la versión rival más vendida de la época, grabada por el trío familiar estadounidense The Browns. Su versión vendió más de un millón de copias solo en Estados Unidos, y alcanzó el # 6 en la lista del Reino Unido.
Les Compagnons de la chanson publicó más de 350 discos y realizó alrededor de 300 conciertos por año. Su último concierto tuvo lugar en 1985.  

### Los nueve miembros del grupo
Aunque Paul Buissonneau, Marc Herrand, Jean Albert y Mario Hirlé formaron parte del grupo solo unos pocos años, la formación más conocida del público en general consta de:
- Fred Mella (1924-), solista tenor principal;
- René Mella (1926-2019), tenor;
- Jean Broussolle (1920-1984), barítono, compositor;
- Guy Bourguignon (1920-1969), bajo;
- Jean-Louis Jaubert (1920-2013), bajo;
- Hubert Lancelot (1923-1995), barítono;
- Jean-Pierre Calvet (1925-1989), tenor; letrista
- Gérard Sabbat (1926-2013), barítono;
- Jo Frachon (1919-1992), bajo (el más alto del grupo)

A pesar de los cambios a lo largo de los años, siguen siendo nueve hasta la muerte de Guy Bourguignon en 1969, negándose luego por mutuo acuerdo a reemplazar a su amigo. El 31 de diciembre de 1972, el barítono y compositor Jean Broussolle abandonó el grupo durante un  Grand Chess de Jacques Chancel, es reemplazado por Michel Cassez, nacido en 1931, más conocido bajo el nombre de "Gastón", exmúsico y director de orquesta Claude François y presentador del programa "Midi-treinta" en TF1.